# Sierra Carapé
La sierra Carapé ou sierra de Carapé est une chaîne de collines qui s'étire dans le Sud-Est de l'Uruguay. Elle traverse le département de Maldonado d'ouest en est avant de pénétrer dans celui de Rocha, et constitue la limite naturelle entre les départements de Lavalleja et de Maldonado.
En langue guarani, carapé signifie « petit » ou « de basse stature ».
Il s'agit en fait d'une des nombreuses ramifications de la Cuchilla Grande où predominent le granite et le gneiss.
Cette chaîne de collines abrite le point culminant de l'Uruguay, le cerro Catedral, avec 514 mètres d'altitude.

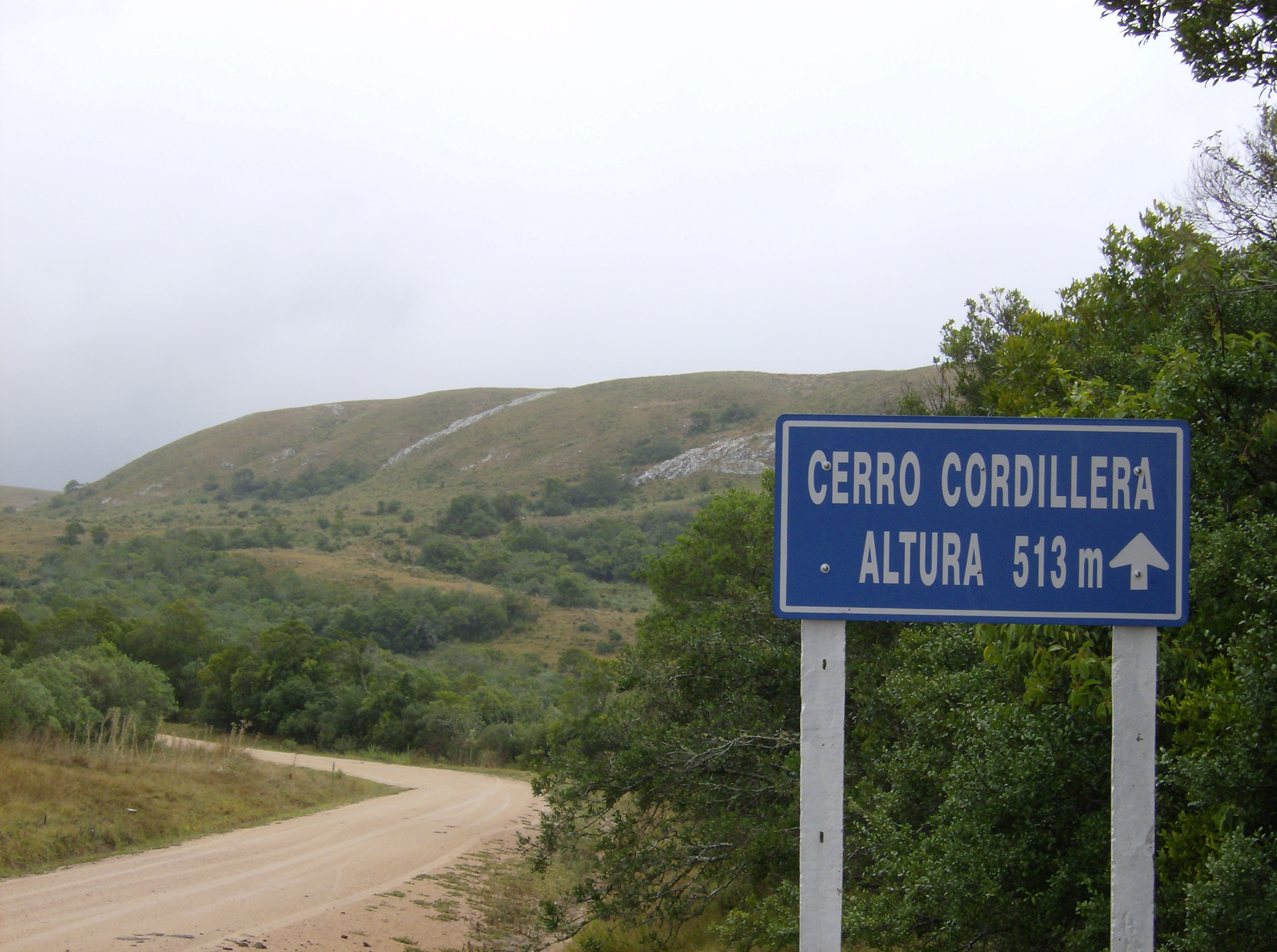
Chemin menant au cerro Catedral, point culminant de l'Uruguay (514 m).
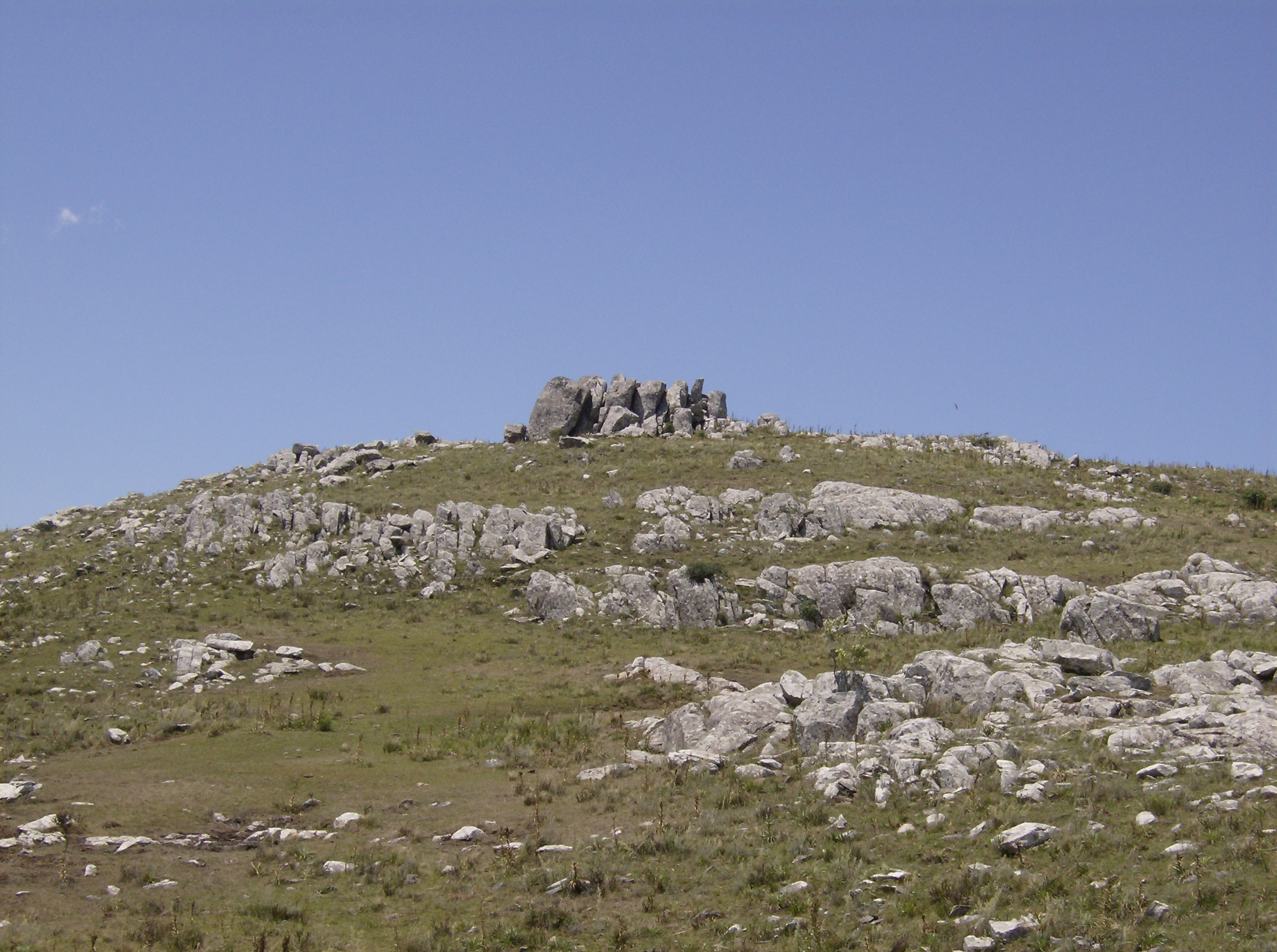
Le sommet du cerro Catedral.
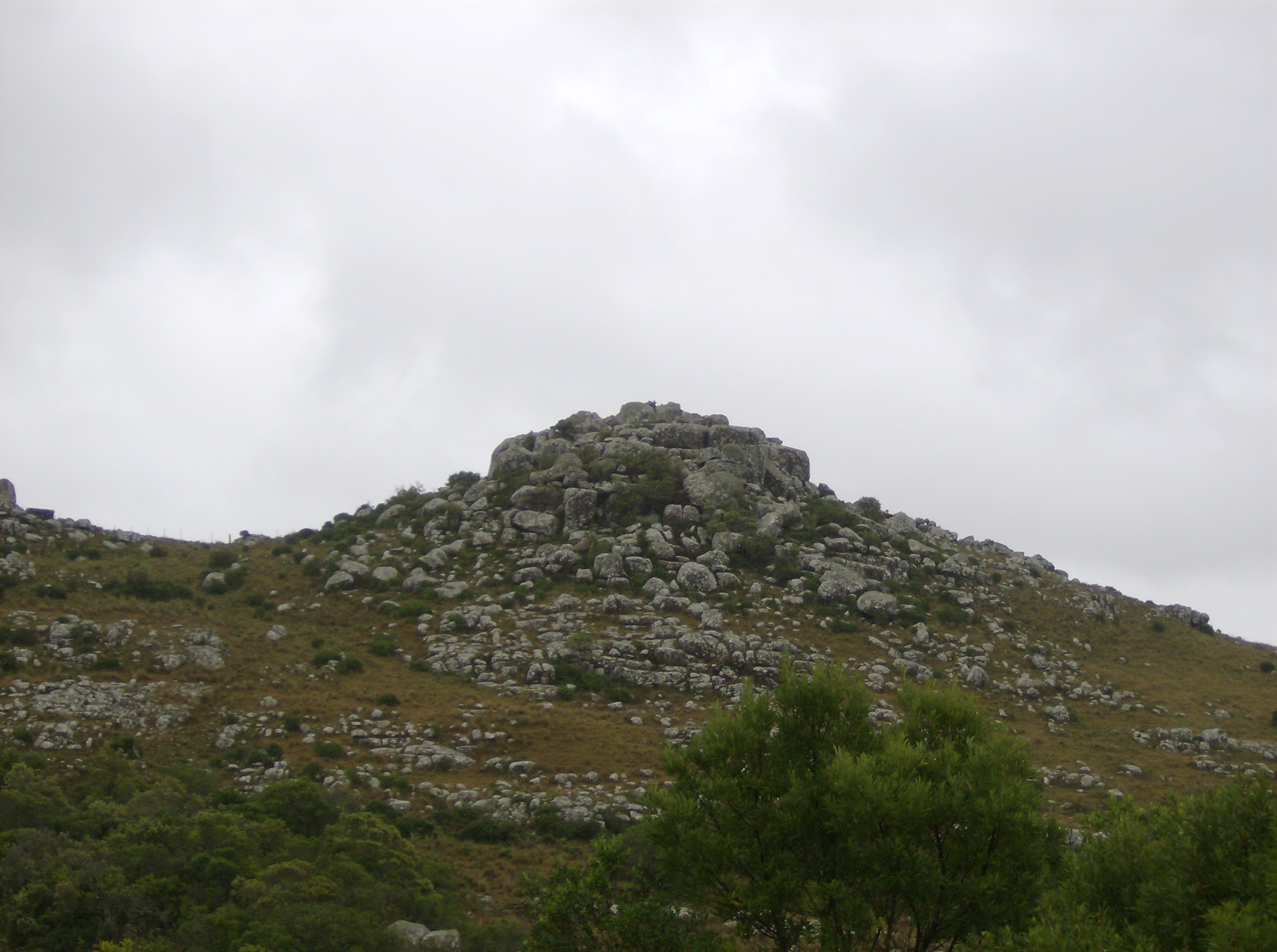
Un sommet rocailleux de la sierra Carapé.